# Biegi narciarskie na Zimowych Igrzyskach Olimpijskich 1994 – sztafeta kobiet
Bieg sztafetowy kobiet podczas Zimowych Igrzysk Olimpijskich 1994 w Lillehammer został rozegrany 21 lutego. Wzięło w nim udział 56 zawodniczek z czternastu krajów. Mistrzostwo olimpijskie w tej konkurencji wywalczyła drużyna rosyjska w składzie: Jelena Välbe, Łarisa Łazutina, Nina Gawriluk i Lubow Jegorowa. 

## Wyniki
| Pozycja | Kraj                                                                                          | Czas      | Strata  |
| ------- | --------------------------------------------------------------------------------------------- | --------- | ------- |
| 01 !    | Rosja · Jelena Välbe · Łarisa Łazutina · Nina Gawriluk · Lubow Jegorowa                       | 57:12,5   | -       |
| 02 !    | Norwegia · Trude Dybendahl · Inger Helene Nybråten · Elin Nilsen · Anita Moen                 | 57:42,6   | +30,1   |
| 03 !    | Włochy · Bice Vanzetta · Manuela Di Centa · Gabriella Paruzzi · Stefania Belmondo             | 58:42,6   | +1:30,1 |
| 4       | Finlandia · Pirkko Määttä · Marja-Liisa Kirvesniemi · Merja Lahtinen · Marjut Rolig           | 59:15,9   | +2:03,4 |
| 5       | Szwajcaria · Sylvia Honegger · Silke Schwager · Barbara Mettler · Brigitte Albrecht           | 1:00:05,1 | +2:52,6 |
| 6       | Szwecja · Anna Frithioff · Marie-Helene Östlund · Anna-Lena Fritzon · Antonina Ordina         | 1:00:05,8 | +2:53,3 |
| 7       | Słowacja · Ľubomíra Balážová · Jaroslava Bukvajová · Tatiana Kutlíková · Alžbeta Havrančíková | 1:01:00,2 | +3:47,7 |
| 8       | Polska · Michalina Maciuszek · Małgorzata Ruchała · Dorota Kwaśny · Bernadeta Bocek           | 1:01:13,2 | +4:00,7 |
| 9       | Czechy · Martina Vondrová · Iveta Zelingerová · Kateřina Neumannová · Lucie Chroustovská      | 1:02:02,1 | +4:49,6 |
| 10      | Stany Zjednoczone · Laura Wilson · Nina Kemppel · Laura McCabe · Leslie Thompson              | 1:02:28,4 | +5:15,9 |
| 11      | Francja · Carole Stanisière · Sylvie Giry-Rousset · Sophie Villeneuve · Élisabeth Tardy       | 1:02:28,6 | +5:16,1 |
| 12      | Estonia · Kristina Šmigun · Cristel Vahtra · Silja Suija · Piret Niglas                       | 1:02:32,4 | +5:29,9 |
| 13      | Kazachstan · Natalja Sztajmiec · Jelena Czerniecowa · Oksana Kotowa · Jelena Wołodina         | 1:03:13,0 | +6:00,5 |
| 14      | Białoruś · Alena Pirajnen · Swiatłana Kamocka · Ludmiła Didielawa · Alena Sinkiewicz          | 1:04:25,8 | +7:13,3 |